# اوحميدي (ويسلسات)
اوحميدي هي إحدى مشيخات المملكة المغربية، تتبع جغرافيا لإقليم ورززات وإداريًا لويسلسات. يقدر عدد سكانها بـ 4478 نسمة حسب الإحصاء الرسمي للسكان والسكنى لسنة 2004.